# Oidomorpha
Oidomorpha là một chi bọ cánh cứng trong họ Chrysomelidae.
Chi này được miêu tả khoa học năm 1924 bởi Laboissiere.

## Các loài
Chi này gồm các loài:
- Oidomorpha africana Laboissiere, 1924